# Muscle pectiné de l'atrium
Les muscles pectinés des atriums sont des crêtes musculaires parallèles formant des trabéculations charnues sur les parois internes des atriums cardiaque. Ils se trouvent dans les auricules des atriums droit et gauche.

## Étymologie
Leur nom vient du latin pecten ("peigne"), évoquant leur disposition régulière rappelant les dents d’un peigne.

## Structure

### Muscles pectinés de l'atrium droit
Les muscles pectinés de l'atrium droit forment un réseau dense en nid d'abeille sur la paroi de l'auricule droit et sur la paroi antérieure de l'atrium droit jusqu'à la crête terminale.

### Muscles pectinés de l'atrium gauche
Les muscles pectinés de l'atrium gauche sont moins nombreux et moins prononcés que ceux de l'atrium droit.
Ils forment un réseau simplifié souvent parallèle et sans anastomoses complexes uniquement sur la paroi de l'auricule gauche.

## Anatomie fonctionnelle
Les muscles pectinés des atriums optimisent la contractions de ces derniers. En particulier à droite, ils permettent l'adaptation aux variations de pression lors d'un effort, et à gauche minimisent la stase sanguine atriale.

## Aspect clinique
Les muscles pectinés des atriums peuvent être le foyer de tachycardie atriale.